# Football Club Luxembourg City
Maillots
Actualités
Le FC Luxembourg City (Football Club Lëtzebuerg City en luxembourgeois, forme raccourcie de FC Lëtzebuerg City) est un club de football luxembourgeois, fondé en 2004 et basé à Luxembourg-Ville, la capitale du pays. Il évolue en Promotion d'Honneur, la deuxième division luxembourgeoise de football.
Fondé le 24 mars 2004 par la fusion entre le FC Hamm 37 et le RM 86 Luxembourg, le « Football Club Rapid Mansfeldia Hamm Benfica » débute son histoire en Promotion d'Honneur. Trois ans seulement après sa fondation, le club obtient le titre de champion de deuxième division et accède ainsi à la BGL Ligue, le plus haut échelon du football luxembourgeois.
En 2007, le FC RM Hamm Benfica dispute pour la première fois de son histoire une demi-finale de Coupe du Luxembourg face au CS Grevenmacher, futur vainqueur de la compétition. Échouant deux fois la qualification pour une coupe d'Europe, le club descend une première fois à l'issue de la saison 2013-2014 avant de revenir en BGL Ligue directement après un nouveau titre de champion de Promotion d'Honneur.
En 2020, le club fusionne avec le Blue Boys Mühlenbach, club de BGL Ligue. Après une saison cataclysmique en 2021-2022, le club est relégué en deuxième division et change d'identité pour prendre son nom actuel, le « Football Club Luxembourg City », abandonnant au passage sa longue histoire avec le Portugal depuis sa fondation en 2004.

## Historique

### Fondation et accession en BGL Ligue (2004 - 2007)
Le Football Club Luxembourg City est fondé le 24 mars 2004 par la fusion entre le FC Hamm 37 et le RM 86 Luxembourg, deux clubs de la ville de Luxembourg-Ville, la capitale du pays. Le club se nomme le FC RM Hamm Benfica (Football Club Rapid Mansfeldia Hamm Benfica) et choisi comme logo l'emblème du club portugais du SL Benfica.
Bien que sa dénomination et son logo pourrait prêter à confusion, le club luxembourgeois n'est pas directement lié au club du SL Benfica. Il existe cependant un lien identitaire entre le club de Hamm et la communauté issue de la diaspora portugaise dans la capitale grand-ducale,.
Débutant directement en Promotion d'Honneur en prenant la place du FC Hamm 37, le club s'installe progressivement dans le haut du classement de la deuxième division luxembourgeoise.
Lors de la saison 2006-2007, le FC RM Hamm Benfica obtient pour la première fois de son histoire le titre de champion de Promotion d'Honneur et accède ainsi à la BGL Ligue, trois ans seulement après sa fondation.

### Un club solide en BGL Ligue (2007 - 2019)
Devenu rapidement le deuxième club de la capitale luxembourgeoise derrière son grand rival, le RFCU Luxembourg, le FC RM Hamm Benfica enchaîne les performances convaincantes dès ses premières saisons dans l'élite. En 2008, le club atteint pour la première fois de son histoire les demi-finales de la Coupe du Luxembourg, s'inclinant face au futur vainqueur de la compétition, le CS Grevenmacher, sur le plus petit des scores. En 2009-2010, il manque de justesse une qualification européenne, échouant à un seul point derrière le FC Differdange 03.
Trois ans plus tard, l’histoire se répète : le club termine à nouveau derrière Differdange avec un point de retard. La saison 2013-2014 marque la fin d’un cycle, avec une 12e place en BGL Ligue. Contraint de disputer un barrage face à l’US Mondorf, il s’incline lors de la séance de tirs au but et est relégué en Promotion d’Honneur.
La saison suivante, le FC RM Hamm Benfica réalise une grande saison, terminant champion de deuxième division pour la seconde fois de son histoire, remontant ainsi directement en BGL Ligue,.
Le retour en première division est compliqué, le club enchaine les saisons dans le bas de tableau, jusqu'à descendre une nouvelle fois à l'étage inférieur à l'issue de la saison 2018-2019,.

### Nouvelle fusion (2019 - 2022)
En 2019-2020, les championnats luxembourgeois sont brutalement interrompus en raison de la pandémie de Covid-19,,. Le 5 mai 2020, le FC RM Hamm Benfica fusionne avec le Blue Boys Mühlenbach, un club de Luxembourg-Ville évoluant en BGL Ligue,. Cette fusion, validée par la FLF, permet au RM Hamm Benfica d’intégrer directement la BGL Ligue pour la saison 2020-2021, le championnat passant de 14 à 16 clubs, et ce malgré sa 6e place en Promotion d’Honneur au moment de l’arrêt des compétitions,,.
En raison des perturbations économiques et sportives causées par la pandémie, aucune montée ni descente n’a lieu en 2020-2021, garantissant ainsi le maintien du club en première division.
La saison 2021-2022 tourne cependant au cauchemar : le club ne remporte qu’un seul match sur trente et termine avec un bilan désastreux de quatre points sur quatre-vingt-dix possibles. Sans surprise, il est relégué en deuxième division à l’issue de la saison.

### Descente et changement d'identité (depuis 2022)
Après sa relégation, le club entame une transformation en adoptant une nouvelle identité. Il devient officiellement le « Football Club Luxembourg City », modifiant son nom, son logo et abandonnant la connotation portugaise qui marquait son histoire depuis sa fondation,,.
À l’issue de la saison 2022-2023, le FC Luxembourg City subit une nouvelle descente, cette fois en 1.Division, le troisième échelon du football luxembourgeois. Peu avant la fin de cette saison, une nouvelle fusion est annoncée avec le FC CeBra 01, un autre club de la capitale évoluant en troisième division,.
Malgré cette période de transition, le club termine 2e de son groupe en 1.Division, obtenant ainsi une place en barrage pour la montée en Promotion d’Honneur. Face au FC Lorentzweiler, il décroche la victoire dans les derniers instants du match sur le score de quatre buts à trois, validant ainsi son retour en deuxième division,.

## Palmarès
Le tableau suivant récapitule les performances du FC Luxembourg City dans les différentes compétitions officielles luxembourgeoises.
| Compétitions nationales |
| --- |
| - BGL Ligue - Meilleure performance : 5e en 2010 et 2013 - Coupe du Luxembourg - Meilleure performance : Demi-finaliste en 2008 - Promotion d'Honneur (2) - Champion : 2007 et 2015 - 1.Division - Vice-champion : 2024 |